# Ètica aplicada
L'ètica aplicada fa referència a l'aplicació pràctica de consideracions morals. És l'ètica respecte a les accions del món real i les seves consideracions morals en les àrees de la vida privada i pública, les professions, la salut, la tecnologia, el dret i el lideratge. Per exemple, la comunitat de bioètica s'ocupa d'identificar l'enfocament correcte de les qüestions morals en les ciències de la vida, com l'eutanàsia, l'assignació de recursos sanitaris escassos o l'ús d'embrions humans en la recerca. L'ètica ambiental s'ocupa de qüestions ecològiques com la responsabilitat del govern i les corporacions de netejar la contaminació. L'ètica empresarial inclou qüestions sobre els deures o el deure dels "informadors" envers el públic en general o la seva lleialtat als seus empresaris.
L'ètica aplicada ha ampliat l'estudi de l'ètica més enllà dels àmbits del discurs filosòfic acadèmic. El camp de l'ètica aplicada, tal com apareix avui, va sorgir del debat sobre els ràpids avenços mèdics i tecnològics a principis dels anys setanta i ara s'ha establert com una subdisciplina de la filosofia moral. Tanmateix, l'ètica aplicada és, per la seva pròpia naturalesa, una assignatura multiprofessional perquè requereix una comprensió especialitzada dels possibles problemes ètics en camps com la medicina, els negocis o les tecnologies de la informació. Avui en dia, els codis ètics de conducta existeixen en gairebé totes les professions.
Un enfocament d'ètica aplicada a l'examen de dilemes morals pot adoptar moltes formes diferents, però un dels enfocaments més influents i utilitzats en bioètica i ètica de la salut és l'enfocament de quatre principis desenvolupat per Tom Beauchamp i James Childress. L'enfocament dels quatre principis, denominat comunament principisme, implica la consideració i l'aplicació de quatre principis ètics prima facie: autonomia, no maleficència, beneficència i justícia.

## Teoria de base
L'ètica aplicada es distingeix de l'ètica normativa, que es refereix als estàndards de comportament correcte i incorrecte, i de la metaètica, que es refereix a la naturalesa de les propietats ètiques, les declaracions, les actituds i els judicis.
Tot i que aquestes tres àrees de l'ètica semblen diferents, també estan interrelacionades. L'ús d'un enfocament d'ètica aplicada sovint es basa en certes teories ètiques normatives com les següents:
1. L'ètica conseqüencialista, o les teories que sostenen que les propietats normatives dels actes depenen només de les conseqüències.[11] La família de teories conseqüencialista paradigmàtica és l'utilitarisme, que sosté que si un acte és moralment correcte depèn de si aquest acte maximitza algun tipus de bé net. Els principals desenvolupaments d'aquesta teoria provenien de Jeremy Bentham i John Stuart Mill, que van distingir entre la moral utilitarista d'un acte i una regla.[12] Els desenvolupaments posteriors també han ajustat la teoria, sobretot Henry Sidgwick, que va introduir la idea de motiu o intenció en la moral,[13] i Peter Singer, que va introduir la idea de preferència en la presa de decisions morals.[14]
2. Ètica deontològica, nocions basades en "regles", és a dir, que hi ha l'obligació de realitzar l'acció "correcta", independentment de les conseqüències reals. Aquest enfocament està representat per la noció de l'imperatiu categòric d'Immanuel Kant, que era el centre de la teoria ètica de Kant basada en el deure.[15] Una altra teoria deontològica clau és el Dret natural, que va ser molt desenvolupat per Tomàs d'Aquino i és una part important de l'ensenyament de la moral de l'Església Catòlica.[16] La deontologia llindar sosté que les regles haurien de governar fins a cert punt malgrat les conseqüències adverses; però quan les conseqüències esdevenen tan nefastes que traspassen un llindar estipulat, el conseqüencialisme s'apodera.[17]
3. Ètica de la virtut, derivada de les nocions d'Aristòtil i de Confuci, que afirma que l'acció correcta serà l'escollida per un agent "virtuós" adequadament.[18]